# دوغ مور
دوغ مور هو سياسي كندي، ولد في 23 مارس 1939 في كندا. حزبياً، نشط في الحزب التقدمي المحافظ في نيو برونزويك ‏. وقد انتخب عضو الجمعية التشريعية لنيو برونزويك ‏.